# 武田雅子
武田 雅子（たけだ　まさこ、1968年12月23日 - ）は、日本の元タレント・女優。本名：香山雅子（旧姓：武田）。
静岡県三島市出身。静岡県立三島南高等学校卒業。

## 人物・略歴
1980年代後半から1990年代後半にかけて、グラビアやバラエティ、特撮ヒーローものを中心に活躍した。
スタイルの良さに加え、長い黒髪やぱっちりした目鼻立ちが特徴。
現在は芸能界を引退。結婚し、本名名義で静岡県沼津市にてマクロビオティック専門スクールを主催、自らも校長を務める。

## 出演

### テレビドラマ
- 水戸黄門 （TBS）
  - 第15部 第37話「悪乗り八兵衛若旦那 -熊谷-」 （1985年10月7日） - 芸者
  - 第16部 第20話「九谷焼に賭けた兄弟愛 -大聖寺-」 （1986年9月8日）
- Wの悲劇（1986年、フジテレビ）
- 桃色学園都市宣言 / 抜弁天女学館 （1987年 - 1988年、フジテレビ）
- 女は遊べ物語・戦国亭主操縦法（1987年、名古屋テレビ）
- 暴れん坊将軍III 第27話「罠にかかった女」 （1988年、ANB）- 仲居
- 電脳警察サイバーコップ 第25話「恐怖の女戦士！ルナ登場」 - 第34話「デストラップのさいご!!」 （1989年、日本テレビ） - ビーストマスター・ルナ
- 火の供養　娘を奪った放火犯は誰？（1989年、フジテレビ）
- 花ちりめん（1989年、読売テレビ）
- 土曜ワイド劇場 牟田刑事官事件ファイル14（1991年、ANB）
- 刑事貴族2 第30話「長良川大追跡」（1992年、日本テレビ）
- 七星闘神ガイファード 第1話「ガイファード誕生!」 - 第15話「復讐の赤いバラ」（1996年、テレビ東京） - 紫苑恵 / メタル紫苑

### バラエティ番組
- ザ・スターボウリング （テレビ東京）
- さきどり!PC遊び塾 （1988年 - 1989年、テレビ東京）
- おしゃべりトマト （1988年、テレビ神奈川）京浜急行イメージガール時代、同社提供のコーナーで毎週沿線で撮影されたイメージビデオを放映。時折直接ゲスト出演した

### CM
- P&G・リジョイ （1993年）

### オリジナルビデオ
- ナンバルンバ　私ヤリたいんです （バンダイビジュアル 1990年）

### その他
- 京浜急行イメージガール （1988年）
- 静岡県沼津市 ぬまづ燦々レディー （第26期・本名の香山雅子名義で） （2014年）

## 写真集
- LAGOON （1989年11月、近代映画社）
- BROOMING （1992年6月、近代映画社）

## ディスコグラフィー

### シングル
- さよなら美男子 （1990年6月5日）
- 再会（1991年3月21日）
- あなただけに（1993年6月21日）